# Samsara
Saṃsāra er et sanskrit-ord, der betyder "vandrende" eller "verden" med konnotation til cykliske, kredsløbsmæssige ændringer.   Det indeholder også begrebet genfødsel og "cyklisiteten i alt liv, stof, eksistens", en grundlæggende tro i de fleste indiske religioner.   Kort sagt er det cyklussen af død og genfødsel.   Saṃsāra omtales undertiden med udtryk som "transmigration", "karmisk cyklus", "reinkarnation" og "cyklus af målløs drift, vandring eller dagligdags eksistens".  
Begrebet Saṃsāra har rødder i den post-vediske litteratur; teorien diskuteres ikke i vedaerne selv.   Det forekommer i en udviklet form i de tidlige Upanishads, som dog ikke omtaler mekanismen bag.   Den fulde redegørelse for Saṃsāra-doktrinen findes i sramaniske religioner som buddhisme og jainisme samt forskellige skoler i hinduistisk filosofi efter omkring midten af det 1. årtusinde f.Kr.   Saṃsāra-doktrinen er knyttet til karma-teorien i indiske religioner, og frigørelsen fra Saṃsāra har været kernen i den åndelige søgen i de indiske traditioner, såvel som i deres interne uenigheder.   Befrielsen fra Saṃsāra kaldes Moksha, Nirvana, Mukti eller Kaivalya.   

## Etymologi og terminologi
Saṃsāra (Devanagari: संसार) betyder "vandrende",   såvel som "verden", hvor udtrykket betegner "cyklisk ændring".  Saṃsāra er et grundlæggende begreb i alle indiske religioner, er knyttet til karma- teorien og henviser til den tro, at alle levende væsener cyklisk gennemgår fødsler og genfødsler. Udtrykket er relateret til udtryk som "cyklus for successiv eksistens", "transmigration", "karmisk cyklus", "livets hjul" og "cyklisitet i alt liv, stof, eksistens".    Mange videnskabelige tekster skriver Saṃsāra som Samsara. 
Ifølge Monier-Williams er Saṃsāra forankret i udtrykket Saṃsṛ (संसृ), som betyder "at gå rundt, dreje, passere gennem en række stadier, gå mod eller opnå, bevæge sig i et kredsløb".  En konceptuel form fra denne rod vises i gamle tekster som Saṃsaraṇa, som betyder "at gå rundt gennem en række stadier, fødsel, genfødelse af levende væsner og verden" uden hindring. Udtrykket forkortes til Saṃsāra og refererer til det samme koncept som en "passage gennem successive tilstande af dagligdags eksistens", en transmigration, metempsychosis, et livskredsløb, hvor man gentager tidligere stadier, fra en krop til en anden, et verdsligt liv med konstant forandring, det vil sige genfødsel, vækst, henfald og gendød.  Konceptet kontrasteres derefter med begrebet moksha, også kendt som mukti, nirvana, nibbana eller kaivalya, som henviser til befrielse fra denne cyklus af målløs vandring. 
Samsara-konceptet blev udviklet i den post-vediske tid og kan spores i Samhita-lagene, for eksempel i afsnit 1.164, 4.55, 6.70 og 10.14 i Rigveda.   Mens ideen nævnes i samhita-lagene i Vedaerne, mangler der en klar redegørelse, og ideen folder sig fuldt ud i de tidlige Upanishads .   Damien Keown oplyser, at forestillingen om "cyklisk fødsel og død" opstår omkring 800 f.Kr.  Ordet Saṃsāra opstår sammen med Moksha i adskillige vigtigst upanishader, såsom i vers 1.3.7 i Katha Upanishad,  vers 6.16 i Shvetashvatara Upanishad,  vers 1.4 og 6.34 i Maitri Upanishad. 
Ordet Samsara er relateret til Saṃsṛti, sidstnævnte henviser til "forløbet af dagligdags eksistens, transmigration, flow, kredsløb eller strøm". 

## Definition og begrundelse
Ordet betyder bogstaveligt "vandre gennem, strømme videre", siger Stephen J. Laumakis, i betydningen "målløs og retningsløs vandring".  Begrebet Saṃsāra er tæt forbundet med troen på, at personen fortsat bliver født og genfødt i forskellige verdener og former. 
De tidligste lag af vedisk tekst inkorporerer livskonceptet, efterfulgt af et efterliv i himlen og helvede baseret på kumulative dyder (fortjeneste) eller laster (anmærkning).  De gamle vediske Rishier udfordrede imidlertid denne idé om livet efter livet som forenklet, fordi mennesker ikke lever et lige så moralsk eller umoralsk liv. Mellem generelt dydige liv er nogle mere dydige; mens ondskaben også har grader, og teksterne hævder, at det ville være uretfærdigt for guden Yama at dømme og belønne mennesker med forskellige grader af dyder eller laster som "enten/eller" på en uforholdsmæssig måde.    De introducerede ideen om et efterliv i himlen eller helvede i forhold til ens fortjeneste, og når dette løber ud, vender man tilbage og genfødes.    Denne idé forekommer i gamle, middelalderlige tekster, som en cyklus af liv, død, genfødsel og genfødt, såsom afsnit 6:31 i Mahabharata og afsnit 6.10 i Devi Bhagavata Purana.  

## Historie
Den historiske oprindelse for et begreb om en cyklus med gentagen reinkarnation er uklar, men ideen vises i tekster fra både Indien og det antikke Grækenland i det første årtusinde f.Kr.  
Ideen om Samsara antydes i de sene vediske tekster som Rigveda, men teorien er fraværende.   De sene tekstlige lag i Vedaerne nævner og forudser doktrinen om karma og genfødelse, dog siger Stephen Laumakis, iden ideen er ikke fuldt udviklet.  Det er i de tidlige Upanishads, hvor disse ideer er mere fuldt udviklet, men også der giver diskussionen ikke specifikke mekanistiske detaljer.  De detaljerede doktriner blomstrer med unikke egenskaber, der starter omkring midten af 1. årtusinde f.Kr., i forskellige traditioner som i buddhismen, jainismen og forskellige skoler i hinduistisk filosofi.
Nogle forskere oplyser, at Samsara- doktrinen kan være stammet fra Sramana- traditionerne og derefter blev vedtaget af de brahmaniske traditioner (hinduisme).   Beviserne for, hvem der påvirkede hvem i antikken, er slanke og spekulative, og oddsene er den historiske udvikling af Samsara-teorierne, der sandsynligvis skete parallelt med gensidig påvirkning. 

### Punarmrityu: Gendød
Mens Saṃsāra normalt beskrives som genfødelse og reinkarnation af levende væsener, begyndte den kronologiske udvikling af ideen i løbet af dens historie med spørgsmålene om, hvad der er den sande natur af menneskelig eksistens, og om mennesker kun dør en gang. Dette førte først til begreberne Punarmṛtyu ("redeath") og Punaravṛtti ("return").    Disse tidlige teorier hævdede, at den menneskelige eksistens natur involverer to realiteter, den ene uforanderlige absolutte Atman (sjæl), der på en eller anden måde er forbundet med den ultimative uforanderlige udødelige virkelighed og lykke kaldet Brahman,   og at resten er det altid skiftende emne (krop) i en fænomenal verden ( Maya ).    Redeath afspejlede i de vediske teosofiske spekulationer afslutningen på "salige år tilbragt i svarga eller himlen", og det blev efterfulgt af genfødelse tilbage i den fænomenale verden.  Samsara udviklede sig til en grundlæggende teori om eksistens natur, som deles af alle indiske religioner. 
Genfødsel som menneske, konstaterer John Bowker, blev derefter præsenteret som en "sjælden mulighed for at bryde genfødelsessekvensen og således opnå Moksha, frigivelse".  Hver indisk åndelig tradition udviklede sine egne antagelser og stier ( mange eller yoga ) til denne åndelige frigivelse,  med nogle ved at udvikle ideerne fra Jivanmukti (frigørelse og frihed i dette liv),    mens andre tilfredse sig med Videhamukti (frigørelse og frihed efter livet).  
Sramanas-traditionerne (buddhisme og jainisme) tilføjede nye ideer, der startede omkring det 6. århundrede f.Kr.  De understregede menneskelig lidelse i den større sammenhæng og placerede genfødsel, rødme og sandhed om smerte i centrum og starten på det religiøse liv.  Samsara blev af Sramanaserne betragtet som en begyndelsesfri cyklisk proces med hver fødsel og død som punkteringer i denne proces,  og åndelig frigørelse som frihed fra genfødelse og rødder.  Den samsariske genfødelse og redeath ideer diskuteres i disse religioner med forskellige udtryk, såsom suchgatigati i mange tidlige Pali Suttas af buddhismen. 

### Idéhistorie
På tværs af forskellige religioner blev forskellig soteriologi fremhævet, da Saṃsāra-teorierne udviklede sig i de respektive indiske traditioner.  I deres Saṃsāra- teorier, for eksempel, siger Obeyesekere, accepterede hinduistiske traditioner Atman eller sjæl, og hævdede at det er den uforanderlige essens i ethvert levende væsen, mens buddhistiske traditioner benægter, at en sådan sjæl eksisterer og udviklede konceptet Anatta.   
Frelse (moksha, mukti) i hinduistiske traditioner blev beskrevet ved hjælp af begreberne Atman (selv) og Brahman (universel virkelighed),  mens det i buddhismen (nirvana, nibbana) blev beskrevet gennem begrebet Anatta (ikke-selv) og Śūnyatā (tomhed).  
Ajivika-traditionen kombinerede Saṃsāra med den forudsætning, at der ikke er nogen fri vilje, mens jainismen accepterede sjælbegrebet (og kalder det "jiva" ) med fri vilje, men understregede askese og ophør med handling som et middel til befrielse fra Saṃsra.   De forskellige undertraditioner af hinduismen og buddhismen accepterede fri vilje, undgik asketisme, accepterede afståelse og klosterliv og udviklede deres egne ideer om frigørelse gennem realisering af eksistensens sande natur. 

## Samsārai Hinduisme
I hinduismen er Saṃsāra en sjælsrejse. Legemet dør, hævder hinduistiske traditioner, men ikke den sjæl, som det antager at være den evige virkelighed, uforgængelig og lykke.  Alt og al eksistens er forbundet, cyklisk og sammensat af to ting: sjælen og kroppen (materien).  Denne evige sjæl, kaldet Atman reinkarnerer aldrig, den ændrer sig ikke og kan ikke ændre sig.  I modsætning hertil kan kroppen og personligheden ændre sig - den ændrer sig konstant, fødes og dør.  Nuværende karma påvirker de fremtidige omstændigheder i dette liv såvel som de fremtidige liv.   God hensigt og handlinger fører til en god fremtid, dårlig hensigt og handlinger fører til en dårlig fremtid, i det hinduistiske livssyn. 
Et dydigt liv, handlinger, der er i overensstemmelse med dharma, menes af hinduer at bidrage til en bedre fremtid, hvad enten det er i dette liv eller fremtidige liv. Målet med åndelige bestræbelser, hvad enten det er gennem stien til bhakti (hengivenhed), karma (arbejde), jnana (viden) eller raja (meditation) er selvbefrielse (moksha) fra Samsara .  
Upanishaderne, en del af skrifterne i hinduistiske traditioner, fokuserer primært på selvbefrielse fra Saṃsāra. Bhagavad Gita diskuterer forskellige veje til frigørelse. Upanishaderne, hævder Harold Coward, tilbyder et "meget optimistisk syn på den menneskelige naturs perfektion", og målet med menneskelig indsats er ifølge disse tekster en kontinuerlig rejse til selv-perfektion og selv-viden for at afslutte Saṃsāra. Målet med åndelig søgen i de Upanishadiske traditioner er at finde det sande "jeg" inden i, og at kende ens sjæl - en tilstand, som fører til en salig tilstand af frihed, moksha. 

### Forskelle inden for hinduistiske traditioner
Alle hinduistiske traditioner og Darśanas deler begrebet Saṃsāra, men de er forskellige i detaljer og hvad de beskriver befrielsestilstanden fra Saṃsāra at være.  Saṃsāra betragtes som genfødelsescyklus i en tidsmæssig verden med altid skiftende virkelighed eller Maya (udseende, illusivt), Brahman defineres som det, der aldrig ændrer sig eller sat (evig sandhed, virkelighed) og moksha som realiseringen af Brahman og frihed fra Saṃsāra.  
De dualistiske hengivenhedstraditioner som Madhvacharyas Dvaita Vedanta-tradition for hinduisme er en teistisk forudsætning, hævder den individuelle menneskelige sjæl og Brahman (Vishnu, Krishna) er to forskellige realiteter, kærlig hengivenhed til Vishnu er middel til at frigive fra Samsara, det er den Vishnos nåde, der fører til moksha, og åndelig frigørelse er kun opnåelig i efterfølgende liv ( videhamukti ).  De ikkedualistiske traditioner som Adi Shankaras Advaita Vedanta-tradition i hinduismen mangler en monistisk forudsætning, idet de hævder, at den individuelle menneskelige sjæl og Brahman er identiske, kun uvidenhed, impulsivitet og inerti fører til lidelse gennem Saṃsāra - i virkeligheden er der ingen dualitet - meditation og selvkendskab er vejen til befrielse, erkendelsen af, at ens sjæl er identisk med Brahman er moksha, og åndelig frigørelse er opnåelig i dette liv (jivanmukti). 

## Saṃsārai Jainisme
I jainismen er Saṃsāra- og karma-doktrinen centrale for dets teologiske fundamenter, som det fremgår af den omfattende litteratur om den i de vigtigste sekter i jainismen og deres banebrydende ideer om karma og Saṃsāra fra de tidligste tider af Jainas tradition.  Saṃsāra i jainismen repræsenterer det verdslige liv, der er kendetegnet ved kontinuerlige genfødsler og lidelser i forskellige eksistensområder.   
Den konceptuelle ramme for Sa ofsāra-doktrinen adskiller sig mellem jainismetraditionerne og andre indiske religioner. For eksempel accepteres sjæl ( jiva ) i Jaina-traditioner som en sandhed, som det antages i hinduistiske traditioner, men ikke antaget i de buddhistiske traditioner. Saṃsāra eller genfødelsescyklen har imidlertid en bestemt begyndelse og ende i jainismen. 
Sjæle begynder deres rejse i en oprindelig tilstand og findes i en tilstand af bevidsthedskontinuum, der konstant udvikler sig gennem Saṃsāra. Nogle udvikler sig til en højere tilstand, mens nogle regresserer, en bevægelse, der er drevet af karma.  Jaina-traditioner mener desuden, at der findes Abhavya (ude af stand) eller en klasse af sjæle, der aldrig kan opnå moksha (frigørelse).   Abhavyas sjælstilstand indtages efter en forsætlig og chokerende ond handling.  Jainisme anser sjæle som pluralistisk hver i en karma- samsara cyklus, og ikke abonnerer på Advaita stil nondualism af hinduismen, eller Advaya stil nondualism af buddhismen.
Jaina-teosofien hævder ligesom antikke Ajivika, men i modsætning til hinduistiske og buddhistiske teosofier, at hver sjæl passerer gennem 8.400.000 fødselssituationer, når de cirkler gennem Saṃsāra.  Når sjælen cykler, siger Padmanabh Jaini, tror jainismetraditionerne, at den går gennem fem typer kroppe: jordlegemer, vandlegemer, brandlegemer, luftlegemer og grøntsagsliv.  Med alle menneskelige og ikke-menneskelige aktiviteter, såsom regn, landbrug, spisning og endda vejrtrækning, mindre levende væsener føder eller dør, menes deres sjæle at ændre krop hele tiden. At forstyrre, skade eller dræbe enhver livsform, inklusive ethvert menneske, betragtes som en synd i jainismen med negative karmiske virkninger.  
En befriet sjæl i jainismen er en, der er gået ud over Saṃsāra, er ved spidsen, er alvidende, forbliver der evigt og er kendt som en Siddha. Et mandligt menneske betragtes som tættest på spidsen med potentialet til at opnå befrielse, især gennem askese. Kvinder skal opnå karmisk fortjeneste for at blive genfødt som mand, og først da kan de opnå åndelig frigørelse i jainismen, især i digambarasektionen af jainismen;   men dette synspunkt er historisk drøftet inden for jainismen, og forskellige Jaina-sekter har givet udtryk for forskellige synspunkter, især Shvetambara-sekten, der mener, at også kvinder kan opnå befrielse fra Saṃsāra.
I modsætning til buddhistiske tekster, der ikke udtrykkeligt eller entydigt fordømmer at skade eller dræbe planter og mindre livsformer, gør Jaina-tekster det. Jainisme betragter det som en dårlig karma at skade planter og mindre livsformer med negativ indflydelse på en sjæls Saṃsāra .  Nogle tekster i buddhisme og hinduisme advarer imidlertid en person fra at skade alle livsformer, herunder planter og frø.  

## Samsarai Buddhisme
Saṃsāra i buddhismen, udtaler Jeff Wilson, er den "lidelsesfyldte cyklus af liv, død og genfødelse uden begyndelse eller slutning".  Også kaldet eksistenshjulet ( Bhavacakra ), nævnes det ofte i buddhistiske tekster med udtrykket punarbhava (genfødsel, genindtræden); befrielsen fra denne eksistenscyklus, Nirvana, er fundamentet og det vigtigste formål med buddhismen.  
Samsara betragtes som impermanent i buddhismen, ligesom andre indiske religioner. Karma driver denne impermanente Samsara i buddhistisk tanke, udtaler Paul Williams, og "kort for at opnå oplysning, i hver genfødsel bliver man født og dør, for at blive genfødt andetsteds i overensstemmelse med den helt upersonlige kausale karakter af ens egen karma; denne uendelige cyklus af fødsel, genfødsel og genfødelse er Saṃsāra ".  De fire ædle sandheder, accepteret af alle buddhistiske traditioner, sigter mod at afslutte denne Samsara-relaterede genopståelse (genfødsel) og tilhørende cyklus af lidelse.   
Ligesom jainismen udviklede buddhismen sin egen Samsara-teori, der med tiden udviklede sig de mekanistiske detaljer om, hvordan hjulet til den verdslige eksistens fungerer over de uendelige genfødelsescyklusser.   I de tidlige buddhistiske traditioner bestod Saṃsāra- kosmologien af fem verdener, gennem hvilke eksistenshjulet blev genanvendt.  Dette omfattede hells ( niraya ), sultne spøgelser ( pretas ), dyr ( tiryak ), mennesker ( manushya ) og guder ( devas, himmelske).  I sidstnævnte traditioner voksede denne liste til en liste med seks genfødelsesområder og tilføjede demi-guder ( asuras ).  De "sultne spøgelse, himmelske, helvede rige" formulerer henholdsvis de rituelle, litterære og moralske sfærer i mange moderne buddhistiske traditioner.
Saṃsāra-konceptet forestiller sig i buddhismen, at disse seks verdener hænger sammen, og alle cykliserer liv efter liv, og døden er bare en tilstand for et efterliv gennem disse verdener på grund af en kombination af uvidenhed, ønsker og målrettet karma eller etisk og uetiske handlinger.   Nirvana er typisk beskrevet som friheden fra genfødsel og det eneste alternativ til lidelse ved Samsara i buddhismen.  De buddhistiske tekster udviklede imidlertid en mere omfattende teori om genfødsel, siger Steven Collins fra frygt for rødder, kaldet amata (dødsfri), en stat, der betragtes som synonym med nirvana.  

## Saṅsārai Sikhisme
Sikhismen inkorporerer begreberne Saṃsāra (undertiden stavet som Sansara i sikh-tekster), karma og tid og eksistens cykliske karakter.  Grundlagt i det 15. århundrede havde dens grundlægger Guru Nanak et valg mellem det cykliske koncept af gamle indiske religioner og det lineære koncept om islam fra det tidlige 7. århundrede, og han valgte det cykliske begreb tid, stat Cole og Sambhi.   Dog siger Arvind-Pal Singh Mandair, der er vigtige forskelle mellem Saṅsāra- begrebet i sikhismen fra Saṃsāra- begrebet i mange traditioner inden for hinduismen. Forskellen er, at sikhismen bestemt tror på Guds nåde som middel til frelse, og dens befalinger tilskynder En Herres bhakti til mukti (frelse). 
Sikhisme, ligesom de tre gamle indiske traditioner, mener, at krop er letfordærveligt, der er en genfødelsescyklus, og at der er lidelser med hver genfødelsescyklus.   Disse træk ved sikhismen sammen med sin tro på Saṃsāra og Guds nåde ligner nogle bhakti-orienterede undertraditioner inden for hinduismen som dem, der findes i Vaishnavism .   Sikhismen tror ikke, at det asketiske liv, som anbefalet i jainismen, er vejen til frigørelse. Snarere værner det socialt engagement og husholders liv kombineret med hengivenhed til Den Ende Gud som Guru for at være vejen til befrielse fra Saṅsāra.

## Eksterne links
- Samsara (hinduisme) Arkiveret 4. november 2020 hos  Wayback Machine, Georgetown University
- Reinkarnation: En simpel forklaring
- The Wheel of Life, C. George Boeree, Shippensburg University
- Forskellen mellem Samsara og Nirvana, Minnesota State University, Mankato
- Saṃsāra og Genfødsel, Buddhisme, Oxford bibliografier